# Радио «Азадлыг»
Радио «Азадлыг» (азерб. Azadlıq Radiosu) — азербайджанская служба Радио «Свобода», основанная в 1953 году. Изначально осуществляла радиовещание, в настоящее время ведёт новостной сайт на азербайджанском.

## История

### Мюнхенское бюро
Радио «Свобода» было создано 1 марта 1953 года в Мюнхене под названием Радио «Освобождение». Трансляция на азербайджанском языке началась 6 марта. Первым директором азербайджанской редакции был Абдуррахман Фаталибейли, бывший нацистский коллаборационист и один из основателей Азербайджанского легиона вермахта.

### Бакинское бюро
В январе 2007 года Радио «Азадлыг» начало круглосуточное вещание из Баку на волне 101.7 FM. Вещание проиходило совместно с «Голосом Америки» и включало в себя 5,5 часов оригинального контента Радио «Азадлыг», больше половины из которого изготавливалось в бакинском бюро.
В 2008—2010 годах бакинское бюро Радио «Азадлыг» возглавляла Хадиджа Исмаилова. Она была известна публикациями о бизнес-интересах семьи президента Азербайджана Ильхама Алиева. В начале декабря 2014 Исмаилова была арестована по обвинению в доведении до самоубийства. В феврале 2015 года ей были предъявлены обвинения в уклонении от уплаты налогов в период её руководства бакинским бюро Радио «Азадлыг». В мае 2016 года, после нескольких обжалований приговора, она была приговорена к 5 годам лишения свободы условно и освобождена из тюрьмы.
В 2019 году Европейский суд по правам человека (ЕСПЧ) признал, что азербайджанские власти нарушили право на неприкосновенность частной жизни и свободу выражения мнений Исмаиловой, и предположил, что они вели кампанию по запугиванию Исмаиловой, включавшую в себя распространение в Интернете двух интимных видеороликов, тайно снятых в её спальне, письмо с угрозами и разглашение конфиденциальной личной информации в отчёте о расследовании.
В конце декабря 2014 года сотрудники Генеральной прокуратуры Азербайджана устроили обыск в бакинском бюро Радио «Азадлыг», после чего опечатали офис и объявили о закрытии издания. Обыск производился в связи с финансированием издания из-за рубежа. В мае 2015 года Радио «Азадлыг» объявило об окончательном закрытии бакинского бюро.
В сентябре 2017 года издание подало в ЕСПЧ иск к властям Азербайджана и заявило, что они препятствуют деятельности бакинского бюро.

### Пражское бюро
После закрытия бакинского бюро в декабре 2014 года вещание продолжилось из Праги, многие журналисты издания уехали туда, но издание продолжило публиковать сообщения и репортажи из Азербайджана.
В начале 2015 года пражское бюро Радио «Азадлыг» возглавил Илькин Мамедов. В сентябре 2023 года шесть бывших журналистов издания обвинили его в том, что под его руководством издание стало «менее критично к авторитарному режиму президента Ильхама Алиева». По утверждению бывшего ответственного за социальные сети Турхана Каримова, под руководством Мамедова Радио «Азадлыг» наняло несколько журналистов, ранее работавших в провластных СМИ, прекратило сотрудничество с Центром по исследованию коррупции и организованной преступности, стало публиковать меньше журналистских расследований о коррупции и нарушении прав человека в Азербайджане, но стало акцентировать азербайджанскую победу во Второй карабахской войне.

### Сайт
В ноябре-декабре 2016 года сайт издания временно переставал работать на территории Азербайджана.
В апреле 2017 года Центр электронной безопасности Министерства транспорта, связи и высоких технологий Азербайджана обратился в суд с просьбой заблокировать сайты издания Радио «Азадлыг» и ещё четырёх оппозиционных изданий «ввиду создания угроз защищаемым законом интересам государства и общества». Представители блокируемых изданий заявили о политическом характере иска. В мае 2017 года Сабаильский районный суд Баку заблокировал Радио «Азадлыг» на территории Азербайджана. В июне 2018 года Верховный суд Азербайджана отклонил иск о разблокировке сайт Радио «Азадлыг».